# Eskridge
Eskridge és una població dels Estats Units a l'estat de Kansas. Segons el cens del 2000 tenia 589 habitants.

## Demografia
Segons el cens del 2000, Eskridge tenia 589 habitants, 212 habitatges, i 146 famílies. La densitat de població era de 445,9 habitants/km².
Dels 212 habitatges en un 31,6% hi vivien nens de menys de 18 anys, en un 53,8% hi vivien parelles casades, en un 9,9% dones solteres, i en un 31,1% no eren unitats familiars. En el 27,8% dels habitatges hi vivien persones soles el 13,7% de les quals corresponia a persones de 65 anys o més que vivien soles. El nombre mitjà de persones vivint en cada habitatge era de 2,5 i el nombre mitjà de persones que vivien en cada família era de 3,01.
Per edats la població es repartia de la següent manera: un 23,3% tenia menys de 18 anys, un 7,8% entre 18 i 24, un 24,6% entre 25 i 44, un 24,8% de 45 a 60 i un 19,5% 65 anys o més.
L'edat mediana era de 40 anys. Per cada 100 dones de 18 o més anys hi havia 91,5 homes.
La renda mediana per habitatge era de 37.917 $ i la renda mediana per família de 43.125 $. Els homes tenien una renda mediana de 29.688 $ mentre que les dones 18.125 $. La renda per capita de la població era de 12.629 $. Entorn del 7,7% de les famílies i el 13,9% de la població estaven per davall del llindar de pobresa.

## Poblacions més properes
El següent diagrama mostra les poblacions més properes.